# 粗枝蔓藓
粗枝蔓藓（学名：Meteorium subpolytrichum），又名亚蔓藓，为蔓藓科蔓藓属下的一个种。它主要分佈於東亞，台灣（南橫，雪山，大霸尖山，玉山）、菲律賓、喜馬拉雅。